# Tadeusz Gajl
Tadeusz Gajl (nascido em 1940 em Wilno) é um artista polonês, de uma família nobre, e um notável estudioso da heráldica polonesa. Após terminar sua graduação na Academia de Belas Artes em Łódź em 1966, trabalhou como design de projetos em Białystok. Entre 1975 e a promulgação da Lei Marcial polonesa de 1981 trabalhou como diretor artístico de Kontrasty. Desde então devotou-se inteiramente a arte. Em 1990 foi um dos co-fundarores da Tygodnik Białostocki, um semanário local de Białystok. Foi o autor do gráfico e artístico das centenas de livros de várias editoras polonesas. Desde 1983 Gajl tem se dedicado à heráldica. Dois de seus livros detalham os brasões da Comunidade Polonesa-Lituana em mais de 4000 ilustrações. Em virtude de seu trabalho imenso, freqüentemente seu trabalho é utilizado na Internet e em muitas publicações estrangeiras, o estilo das suas ilustrações é sempre referenciado como herb gajlowski, or Gajlesque Coat of Arms. À parte de seu trabalho científico na história e nos detalhes dos brasões é o autor de emblemas modernos adotados pelas cidades de Białystok e o Podlaskie Voivodship.